# 圣弗洛朗
圣弗洛朗（法語：Saint-Florent，法語發音：[sɛ̃ flɔʁɑ̃]）是法国上科西嘉省的一个市镇，属于卡尔维区。

## 地理
圣弗洛朗（42°40'51"N, 9°18'9"E）面积17.98 平方千米，位于法国上科西嘉省，该省份位于科西嘉北部，后者为地中海西部的一座岛屿，也是法国的一个单一领土集体，位于法国大陆部分的东南面，意大利半島的西面，最临近的地块是撒丁岛。
与圣弗洛朗接壤的市镇（或旧市镇、城区）包括：巴尔巴焦、奥莱塔、帕特里莫尼奥。

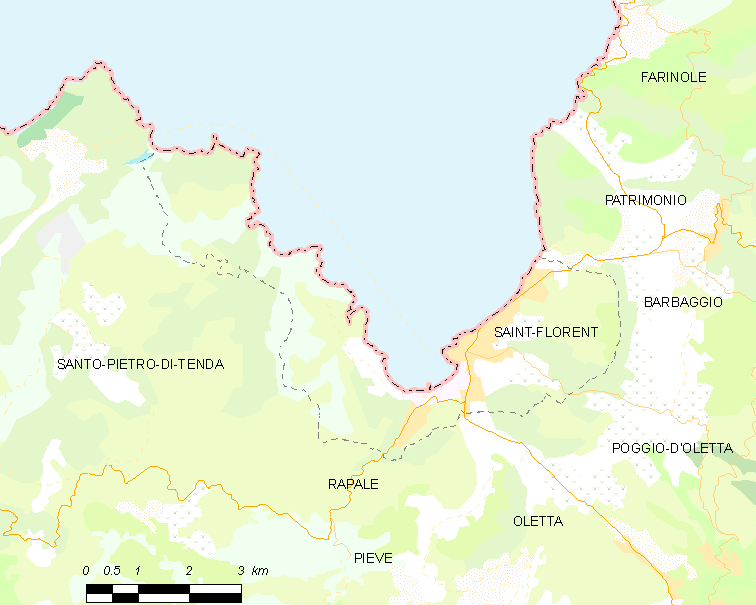
圣弗洛朗的OSM定位图

圣弗洛朗的时区为UTC+01:00、UTC+02:00（夏令时）。

## 行政
圣弗洛朗的邮政编码为20217，INSEE市镇编码为2B298。

## 政治
圣弗洛朗所属的省级选区为比古利亚-内比奥县。

## 人口

1962-2008年间圣弗洛朗人口变化图示

圣弗洛朗于2022年1月1日时的人口数量为1685人。